# Тропа Клинка (2-й этап)

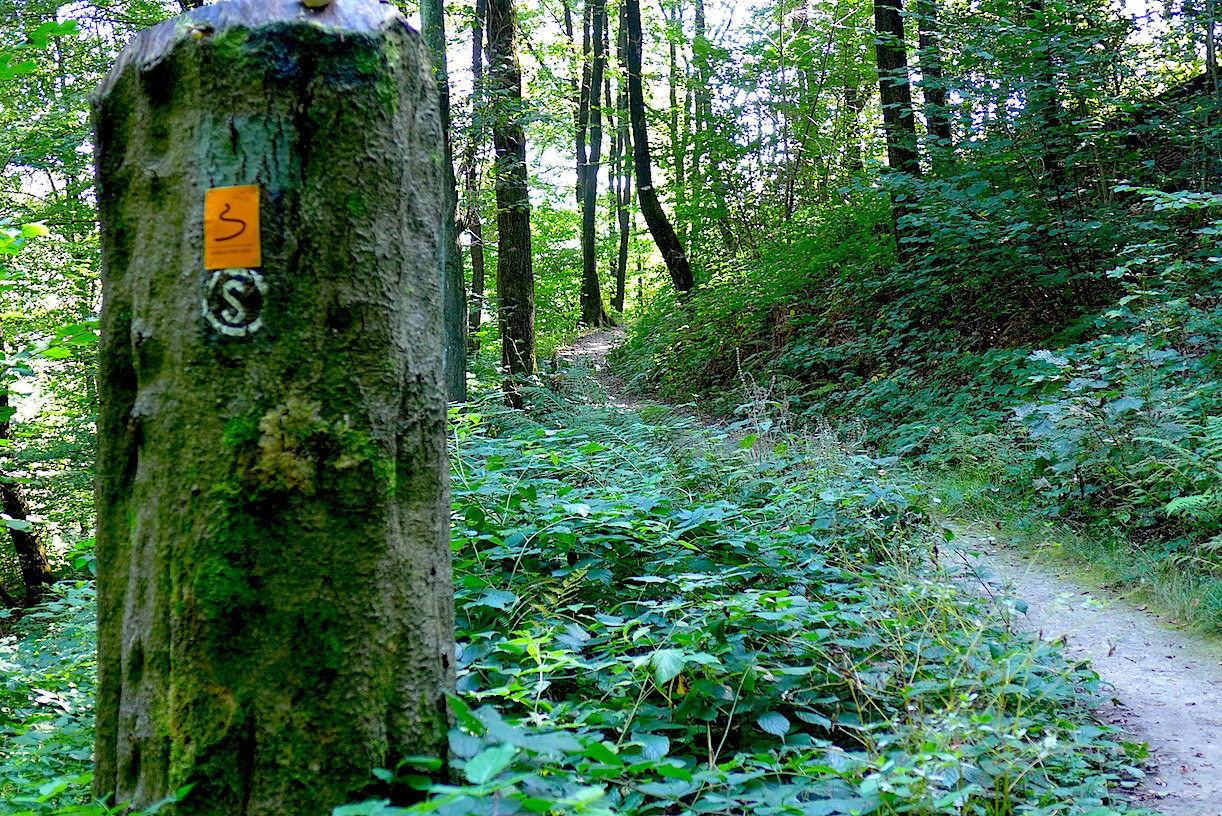
Тропа клинка, второй этап.

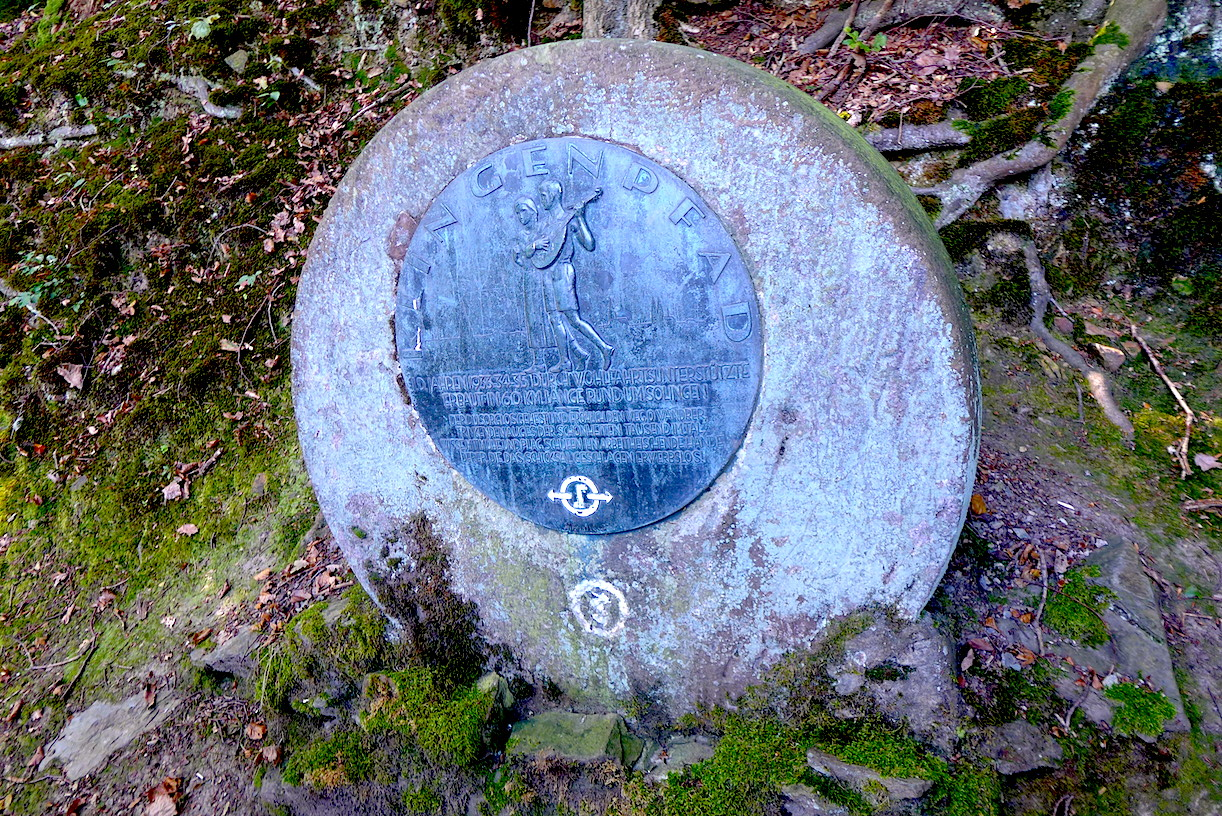
Памятный знак Тропы Клинка.

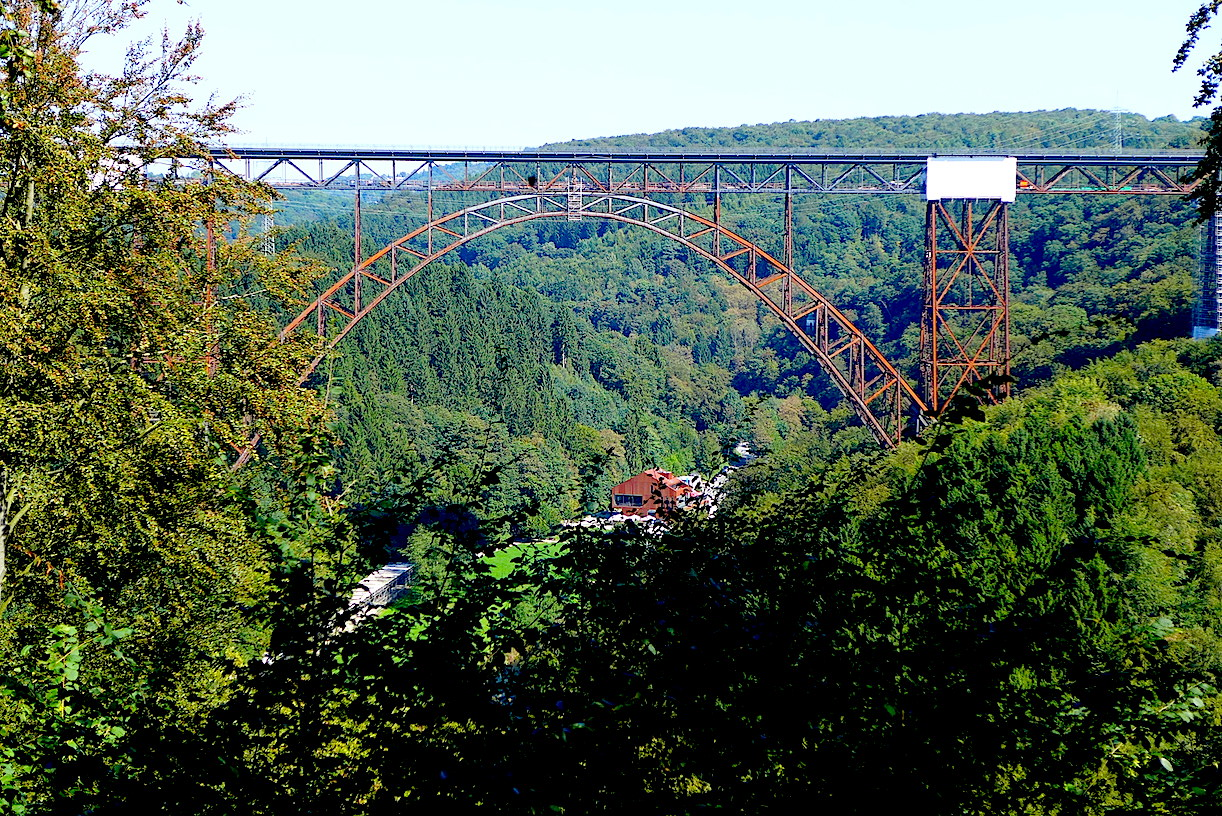
Вид на Мюнгстенский мост с Тропы Клинка.

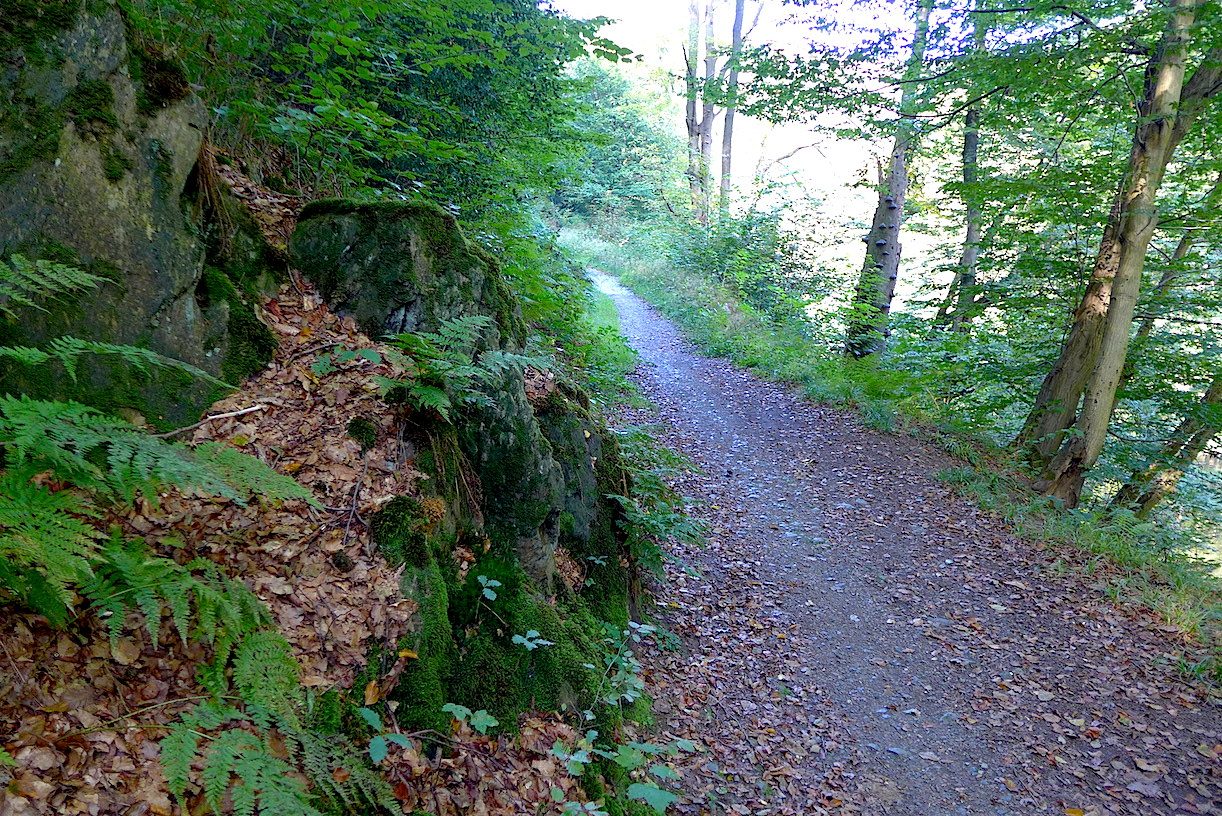
Тропа клинка над Вуппером.

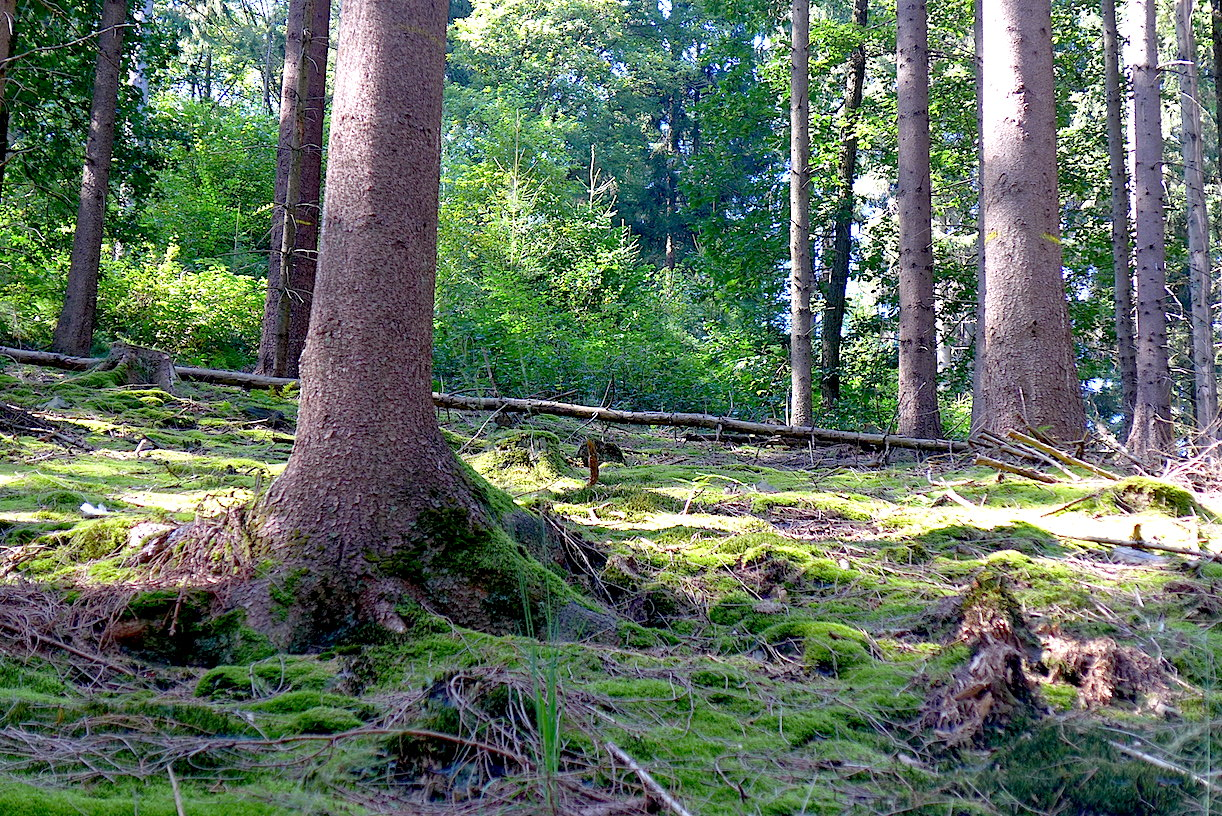
Природа вокруг Тропы Клинка.

Тропа клинка (нем. Klingenpfad) — круговой маркированный пешеходный маршрут вокруг города Золинген (Северный Рейн-Вестфалия, Германия). Второй этап маршрута, протяжённостью 8,5 км проходит между населёнными пунктами Колфурт (Kohlfurth) и Унтербург (Unterburg) по долине реки Вуппер.

## Общая характеристика
От автобусной остановки Золинген-Колфурт (Kohlfurth) (маршрут СЕ 64) маркированный маршрут ведёт группу вверх по улице Колфуртер Штрассе под шоссе L 74 и за путепроводом Тропа Клинка сворачивает налево и по щебневой дороге спускается к ручью Штёккенер Бах (Stöckener Bach). Он незначительный во водности, поэтому через него не переброшен мостик, но в случае затяжных дождей может превратиться в серьёзное препятствие, преодолеваемое по камням или вброд.
Слева остаются пруды, часто принимаемые за широкое русло Вуппера и дорога уходит на затяжной крутой подъём, обходя обширный прижим реки с почти вертикальными скальными стенками, поросшими лесом. На вершине подъемы тропа подходит в жилому району Золингена Хоенклауберг (Hohenklauberg), но он остаётся невидимым за деревьями. А тропа устремляется резко вниз, местами превращаясь в труднопроходимую с корневищами и выходит на асфальт, ведущий параллельно ручью Папирмюллер Бах (Papiermühler Bach) к тупиковому поселению Папирмюлле (Papiermühle). Здесь уже в первой половине XVI века печатались книги. Отсюда начинается участок тропы, называемый Оссиан-вег (Ossianweg), проложенный в 1890 году вдоль берега Вуппера на средства любителей клуба хорового пения Оссиан (Ossian), выезжавшими сюда на отдых. Это один из самых живописных участков Тропы Клинка, прорубленный через скалы прямо над руслом Вуппера.
Тропа выводит к жилому хутору Груненбург, где раньше работала первая электростанция Золингена и пересекает насыпь трамвайно-железнодорожного узкоколейного пути, соединявшего Вупперталь-Ронсдорф (Ronsdorf) и Золинген-Краенхёе (Krahenhöhe). Перейдя шоссе B 229 тропа уходит вверх крутым серпантином к посёлку и остановочной платформе Шаберг и вдоль путей приводит к самому высокому в Германии железнодорожному мосту Мюнгстен, возведённому над узкой глубокой долиной Вуппера.
Тропа продолжается высоко над Вуппером и местами с неё открываются чудесные виды как на долину реки, так и на Мюнгстенский мост. На одном из поворотов туристы выходят в памятному знаку Тропы Клинка. Он был поставлен ещё до того времени, когда к Золингену был присоединён Нижний Бург и протяжённость тропы составляла 60 км, а не как сейчас 69,9 км. Чуть дальше — смотровая площадка-павильон, с которой отрывается грандиозный вид на Мюнгстенский мост. Это хорошее место для отдыха.
От павильона Тропа Клинка постепенно опускается к Вупперу и красивым скальным участком приводит к ресторану Висенкоттен (Wiesenkotten), у которого через реку переброшен пешеходный металлический мост. Тропа продолжается на другой стороне Вуппера и представляет из себя асфальтированную дорогу, используемую в основном пешеходами. Она приводит в исторический посёлок Нижний Бург.

## Вертикальный профиль
На первой половине маршрута преодолевается два крутых высоких подъёма, доступных для туристов со средним уровнем физического развития. Общий набор высоты составляет 330 метров, а общий спуск — 355 метров. В среднем на каждый километр пути приходится 38,8 метров подъёма и 41,8 метров спуска. Абсолютная высота у Шаберга составляет 219 метров над уровнем моря. Абсолютная минимальная высота составляет в Унтер Бурге 94 метра. н. у. м. Для неподготовленных туристов второй участок Тропы Клинка может вызвать сложности.

## Состояние проходимости и маркировки
В целом маршрут проходим круглогодично, но в случае длительной непогоды могут возникнуть проблемы с преодолением отдельных участков:
- Ручей Штёккенер Бах в начале маршрута;
- Крутой спуск к Папир-мюлле;
- Частично заболоченный участок тропы Оссиан-вег.

Качество маркировки маршрута (латинская буква «S» на чёрном фоне) позволяет проходить его без карты, но в узловых местах (например. при пересечении шоссе L 229) нужна особая внимательность, как и при прохождении под Мюнгстенским мостом. Маршрут можно проходить и в обратном направлении, поскольку имеется обратная маркировка (может использоваться для коррекции правильности направления движения).

## Эстетическая, оздоровительная и познавательная ценность
Второй участок Тропы Клинка имеет характер, приближённый к идеальному для подобных туристских маршрутов. Здесь присутствуют все четыре необходимые компонента: исторические достопримечательности (Колфурт, Папир-мюлле, тропа Оссиан, Груненбург, Мюнгстенский мост, Висенкоттен, Унтер Бург), обширные хвойные леса, водные ресурсы (река Вуппер и её притоки) и горный ландшафт.